# Charltona
Charltona is een geslacht van vlinders van de familie grasmotten (Crambidae), uit de onderfamilie Crambinae.

## Soorten
- C. actinialis Hampson, 1919
- C. albidalis Hampson, 1919
- C. albimixtalis Hampson, 1919
- C. argyrastis Hampson, 1919
- C. ariadna Błeszyński, 1970
- C. atrifascialis Hampson, 1919
- C. bivitellus Moore, 1872
- C. cervinellus Moore, 1872
- C. consociellus Walker, 1863
- C. cramboides Walker, 1864
- C. chrysopasta Hampson, 1910
- C. desistalis Walker, 1863
- C. diatraeella Hampson, 1896
- C. endothermalis Hampson, 1919
- C. fusca Hampson, 1903
- C. inconspicuellus Moore, 1872
- C. interstitalis Hampson, 1919
- C. interstitialis Hampson, 1919
- C. kala Swinhoe, 1886
- C. laminata Hampson, 1895
- C. ortellus Swinhoe, 1886
- C. plurivittalis Hampson, 1910
- C. rufalis Hampson, 1919
- C. synaula Meyrick, 1933
- C. trichialis Hampson, 1903
- C. tritonella (Hampson, 1898)